# William Robertson Smith
William Robertson Smith (Aberdeenshire, 8 de Novembro de 1846 – Cambridge, 31 de Março de 1894) foi um orientalista escocês, estudioso do Antigo Testamento, professor de teologia e ministro da Igreja Livre da Escócia. Foi um dos editores da Encyclopædia Britannica. Também é conhecido pelo seu livro Religião dos semitas, o que é considerado um texto fundamental no estudo comparativo da religião, institucionalizado como Ciência da Religião. Ele também estudou o sacrifício e a comida nos anos 80 do seculo XIX.

## Ligações Externas
- (em alemão)(em inglês) Site dedicado a William Robertson Smith